# Nyegojlunka
Nyegojlunka (románul: Negoiu) falu Romániában, Erdélyben, Hunyad megyében.

## Fekvése
A Hátszegi-medencétől nyugatra, a Ruszka-havasban, Alsónyiresfalvától 15 km-re kelet-délkeletre, Hátszegtől 17 km-re nyugatra fekvő település.

## Története
Nyegojlunka régebben Reketyefalva része volt, később Alsónyiresfalvához került, onnan vált külön 1956 körül 932 lakossal.
1966-ban 723 román lakosa volt, 1977-ben 581 lakosából 580 román volt. 1992-ben 342, a 2002-es népszámláláskor pedig 241 román lakosa volt.